# Handelskonflikt zwischen den Vereinigten Staaten und der Volksrepublik China
Der Handelskonflikt zwischen den Vereinigten Staaten und der Volksrepublik China ist ein seit Anfang 2018 bestehender Handelsstreit. Gegenstand dieser wirtschaftspolitischen Auseinandersetzung ist die Einführung neuer und Erhöhung bestehender Importzölle. Hintergrund ist neben dem Handelsbilanzdefizit der USA der Streit um Schutz geistigen Eigentums und erzwungene Technologietransfers in China.

## Hintergrund

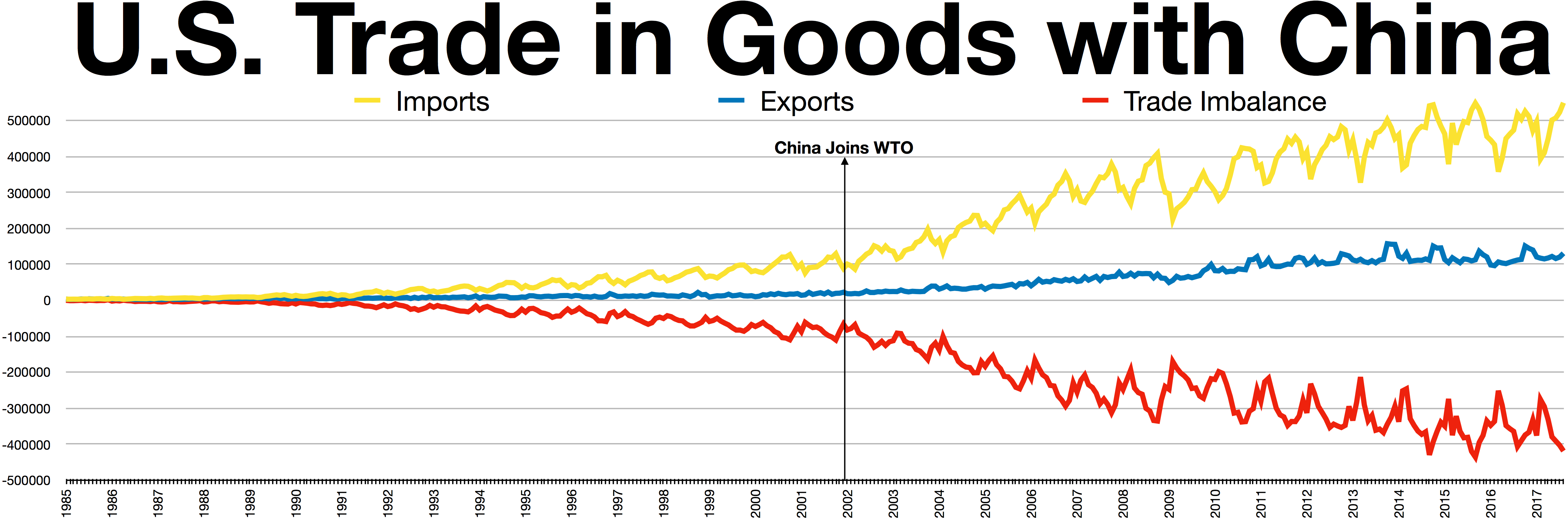
Gegenüberstellungen der Importe (gelb) von chinesischen Produkten in die USA mit den US-Exporte (blau) nach China sowie dem Handelsbilanzdefizit (rot) der USA gegenüber China

Maßgeblich verantwortlich für den Handelsstreit dürfte das Handelsbilanzdefizit der USA gegenüber China sein. US-Präsident Donald Trump hatte bereits im Wahlkampf 2016 angekündigt, dieses reduzieren zu wollen. 2017 betrug der US-Waren-Export nach China 130,4 Milliarden Dollar, wohingegen Güter im Wert von 505,6 Milliarden US-Dollar aus China in die USA eingeführt wurden. Das Handelsbilanzdefizit hat sich während des Handelsstreits weiter erhöht und wuchs im Monat Oktober auf ein Rekordniveau von 43,1 Milliarden US-Dollar an.
Vielfach hat Präsident Trump China den Diebstahl geistigen Eigentums vorgeworfen. Schon 2017 hatte die Regierung in Washington Ermittlungen zu diesem Thema eingeleitet. China hat dies kritisiert, aber trotzdem zugesichert, geistiges Eigentum in Zukunft besser zu schützen.
Ein weiterer wesentlicher Faktor dürfte der schon öfter kritisierte erzwungene Technologietransfer in China sein. Ausländische Unternehmen, welche am chinesischen Markt tätig sein wollen, müssen dabei chinesischen Unternehmen vielfach Eigentums- und Nutzungsrechte für ihre Technologie einräumen.
Während China Protektionismus vorgeworfen wird, ist eine zunehmende Öffnung des chinesischen Marktes zu sehen. Bereits im Dezember 2017 wurden Einfuhrzölle von 200 Produkten von 17,3 % auf 7,7 % gesenkt. Ab 1. Juli 2018 traten neue Regelungen in Kraft, welche inmitten des Handelsstreits die Importzölle von 1500 Konsumgütern von 16 % auf 7 % senkten.

## Verlauf

### US-Importzölle auf Solarzellen, Panels und Waschmaschinen
Der Handelsstreit wurde durch US-Präsident Donald Trump im Januar 2018 durch die Ankündigung, Strafzölle auf Solarzellen und Solarmodule sowie Waschmaschinen zu erheben, initiiert. Am 22. Januar 2018 legte die US-Regierung Strafzölle von 30 % auf Solarzellen und -panels sowie 20 % – 50 % auf Waschmaschinen fest. China warf daraufhin der US-Regierung Missbrauch von Schutzmaßnahmen vor. Bereits im Jahr 2013 hatte die EU Zölle auf chinesische Solarmodule verhängt, um die heimische Solarindustrie zu retten. Im August 2018 hatte die EU beschlossen, diese Zölle wieder aufzuheben.

### US-Import- und Strafzölle auf Stahl und Aluminium

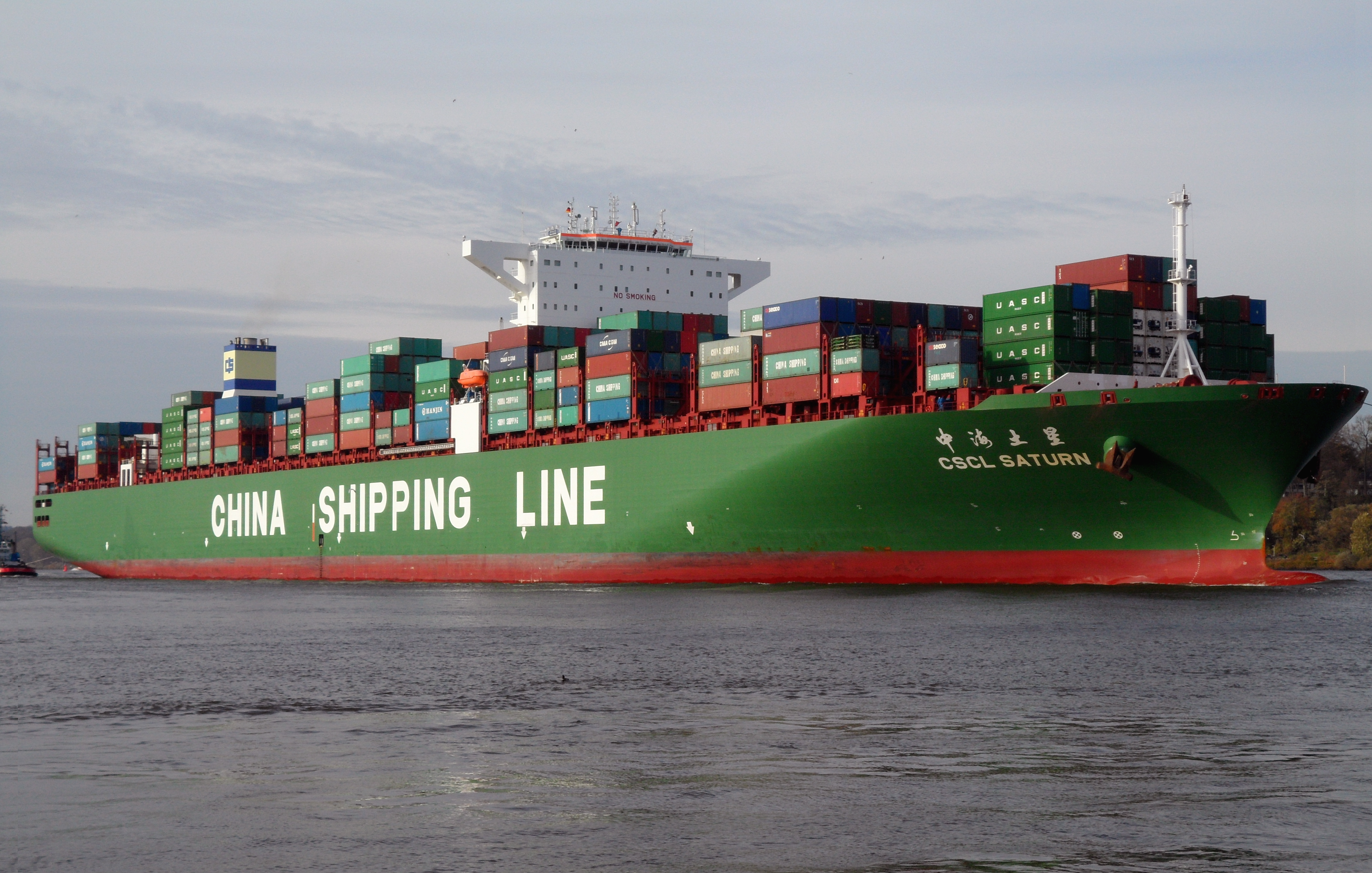
Containerschiff

Am 8. März 2018 verkündete die US-Regierung, weltweite Einfuhrzölle auf Stahl und Aluminium zu erheben, welche am 23. März 2018 in Kraft traten. Auf Stahl wurden 25 % und auf Aluminium 10 % Importzoll fällig. Begründet wurde dieser Schritt mit dem Schutz der heimischen Stahl- und Aluminiumproduktion, welcher für die nationale Sicherheit entscheidend sei. Die beiden Nachbarstaaten Mexiko und Kanada sowie die EU-Staaten waren vorübergehend von den Strafzöllen ausgenommen. Seit 1. Juni 2018 gelten die Zölle auch für diese. Grund und Hauptziel für diese Einfuhrzölle dürfte China sein, da dort seit Jahren enorme Produktionskapazitäten ausgebaut wurden und der Weltmarkt mit Stahl zu Dumpingpreisen überschwemmt wird. Die Stahlproduktion Chinas wuchs von 490 Mio. Tonnen im Jahr 2007 auf 808 Mio. Tonnen im Jahr 2016.

### US-Strafzölle auf Importe aus China
Am 22. März 2018 unterzeichnete Präsident Donald Trump ein Dekret, welches Importzölle mit einem Volumen von über 50 Milliarden Dollar vorsieht. Zeitgleich warf er China unfaire Handelspraktiken vor und gab zu erkennen, dass es Ziel sei, mit den Zöllen gegen den Diebstahl von geistigem Eigentum durch China vorzugehen. Das Volumen soll nach Einschätzung der US-Regierung etwa der Höhe des Schadens durch Diebstahl geistigen Eigentums durch chinesische Unternehmen entsprechen. Präsident Trumps Handelsbeauftragter Robert Lighthizer sollte die Zölle innerhalb von 60 Tagen ausarbeiten und eine Liste mit den zu belegenden Produkten vorlegen.
Am 3. April 2018 veröffentlichte die US-Administration als Vorschlag eine Liste mit 1333 Produkten, welche mit Zöllen belegt werden sollen. Diese Liste wurde überarbeitet und in zwei Teillisten gespalten, welche insgesamt 1102 Produkte mit einem Handelsvolumen von 50 Milliarden Dollar umfassen. Die Liste wurde am 6. Juni 2018 vom Büro des Handelsbeauftragten veröffentlicht. Die erste Teilliste beinhaltete insgesamt 818 Produkte und trat am 6. Juli 2018 in Kraft. Beim Import dieser Produkte ist nunmehr ein Aufschlag von 25 % fällig.

### China reagiert auf US-Importzölle

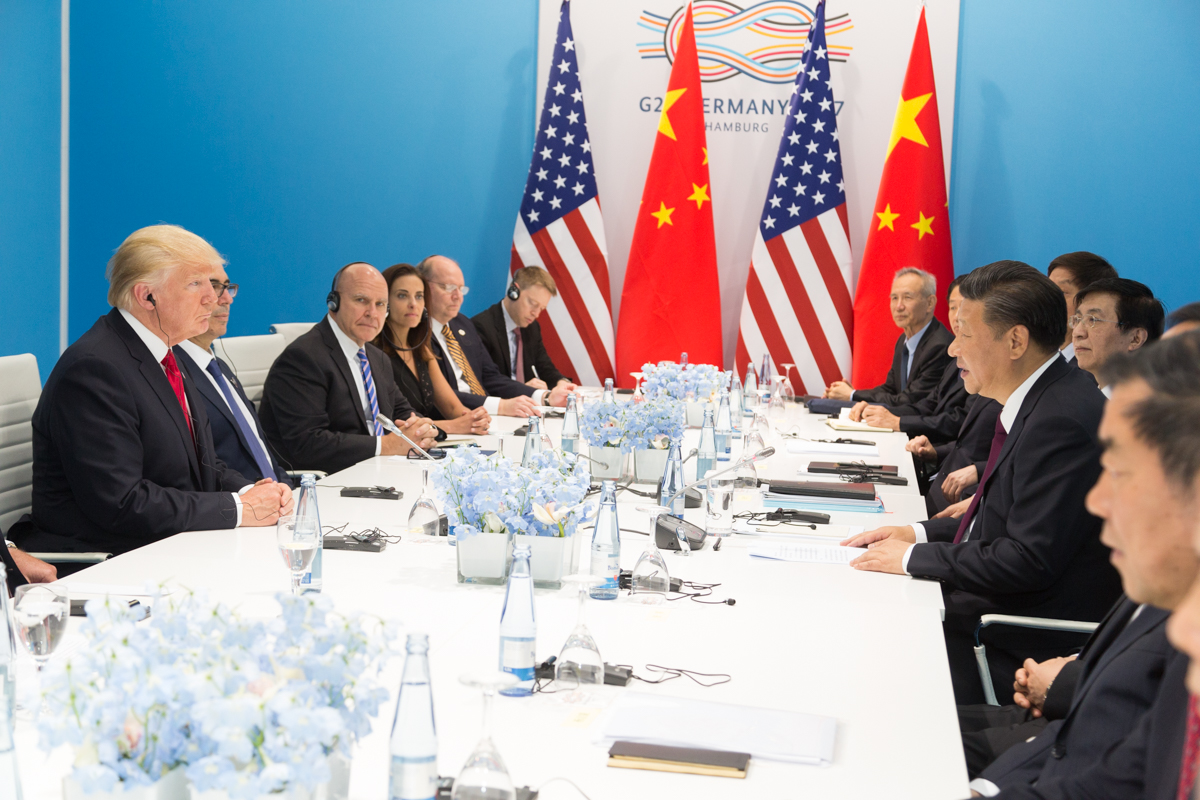
Die Präsidenten Trump und Xi Jinping beim G20-Gipfel in Hamburg 2017

Am 2. April 2018 verhängte China als Reaktion auf die US-Zölle für Stahl und Aluminium eigene Importzölle auf amerikanische Waren in Höhe von insgesamt drei Milliarden Dollar. Die Strafzölle betreffen 128 US-Produkte, wobei die Zölle um bis zu 25 % erhöht wurden. China verkündete zudem, sich bei der Welthandelsorganisation zu beschweren, zu einem Dialog bereit zu sein, aber sich nicht vor einem Handelskrieg zu fürchten. Zudem räumt die Regierung in Peking ein, dass es beim Marktzugang und der Gleichberechtigung ausländischer Investitionen Schieflagen gibt. Darüber hinaus wird mitgeteilt, dass der Finanz- und Versicherungsmarkt geöffnet werden soll und dass eine Bereitschaft zur Senkung der Zölle für Importwaren existiert.
Am 4. April 2018 hat China verlautbaren lassen, zusätzliche 106 Produkte im Wert von 50 Milliarden Dollar mit Strafzöllen von 25 % zu belegen. Diese gelten als Reaktion auf die am 22. März 2018 erstmals angekündigten gleich hohen Strafzölle der US-Regierung. Von der Maßnahme betroffen sind unter anderem Sojabohnen, Flugzeuge und Autos. Die Zölle sollen auf US-Produkte, die im ländlichen Raum erzeugt werden, abzielen. Grund dafür sei, dass im ländlichen Raum vergleichsweise viele Trump-Wähler leben und die Republikaner auf die Unterstützung dieser bei der Kongresswahl im November 2018 angewiesen sind.
Peking kündigte am 16. Juni 2018 an, nun insgesamt Strafzölle auf 659 US-Produkte im Wert von 50 Milliarden Dollar zu erheben. Ab 6. Juli 2018 sollen auf 545 US-Produkte aus dem Bereich Agrarprodukte, Autos und Meeresfrüchte 34 Milliarden US-Dollar Zoll erhoben werden. In einer weiteren Runde sollen auf die restlichen 114 US-Produkte, vor allem Chemikalien, medizinische Geräte und Energieerzeugnisse, ebenfalls Strafzölle erhoben werden.

### Exportverbot für US-Firmen an ZTE

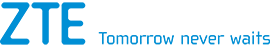
ZTE-Logo

Am 16. April 2018 verbot das US-Handelsministerium amerikanischen Unternehmen, Waren an das chinesische Mobilfunkunternehmen ZTE zu liefern. ZTE hatte ursprünglich gegen Iran-Sanktionen verstoßen und sich im Vorjahr vor Gericht schuldig bekannt. Den vom US-Handelsministerium verhängten Auflagen war ZTE nicht nachgekommen, weshalb ein siebenjähriges Exportverbot für US-Unternehmen an ZTE verhängt wurde. ZTE musste daraufhin den Betrieb temporär einstellen.
Am 13. Juli 2018 wurde das Verbot wieder aufgehoben. Vorausgesetzt wird die Neubesetzung des Verwaltungsrats sowie des Managements innerhalb von 30 Tagen. Weiter muss eine Strafe in Höhe von einer Milliarde Dollar entrichtet werden.
Ein ZTE-Manager äußerte in einer Telefonkonferenz mit Lieferanten die Vermutung, dass das Exportverbot an ZTE in Zusammenhang mit dem Handelsstreit steht. Ob und wie weit das Embargo damit im Zusammenhang steht, ist nicht bekannt.

### 200-Milliarden-Strafzölle
Am 17. September 2018 kündigte die US-Regierung an, weitere Strafzölle ab dem 24. September zu erheben, welche die Hälfte aller Warenimporte aus China umfassen. Zunächst sollten Strafzölle in Höhe von 10 % fällig werden und ab Januar 2019 auf 25 % erhöht werden. Zudem erklärte Trump, dass man bei Gegenmaßnahmen seitens Chinas noch weitere 267 Milliarden Dollar Warenimporte aus China mit Zöllen belegen werde. Ferner wurde verlautbart, dass Negativeffekte für die USA kaum messbar seien.
Die Zölle in Höhe von 10 Prozent traten am 24. September 2018 in Kraft.
China reagierte wiederholt auf die Strafzölle und kündigte Zölle auf US-Importe mit einem Volumen von 60 Milliarden Dollar an. Diese traten ebenfalls ab 24. September 2018 in Kraft.
Im Anschluss an den G20-Gipfel in Buenos Aires trafen sich beide Regierungen am 2. Dezember. Dabei konnten die USA und China eine vorläufige Einigung erzielen. Die Erhöhung der Zölle von 10 auf 25 Prozent wurde für 90 Tage ausgesetzt. Peking kündigte kurz darauf an, im Gegenzug Handelserleichterungen für die USA sofort umzusetzen. Noch im Dezember 2018 wurde die erste Maßnahme verkündet: Strafzölle auf Autos und Autoteile in Höhe von 35 Prozent werden ab Januar für drei Monate ausgesetzt.
Am 10. Mai 2019 setzten die USA die Erhöhung der Zölle auf chinesische Güter im Wert von 200 Milliarden Dollar von 10 auf 25 Prozent in Kraft. China kündigte wiederum „notwendige Gegenmaßnahmen“ an. Als Gegenreaktion erhöhte die Volksrepublik China zum 1. Juni 2019 die Zölle auf US-amerikanische Güter im Wert von 60 Milliarden Dollar. Je nach Produkt galten dann Zölle von 10, 20 oder 25 Prozent.

### Weitere Strafzölle auf 300 Milliarden Dollar
Im August 2019 kündigte die US-Regierung unter Donald Trump weitere 10 Prozent Zölle auf chinesische Güter im Wert von 300 Milliarden Dollar
an, die im September 2019 in Kraft treten. Dies wurde später teilweise auf Dezember 2019 verschoben.
Als Gegenreaktion senkte die chinesische Regierung am 5. August 2019 die landeseigene Währung Renminbi. In einer weiteren Gegenreaktion kündigte die chinesische Regierung am 22. August 2019 an, die Zölle auf weitere US-amerikanische Waren in Höhe von fünf bis zehn Prozent auf Waren mit einem Volumen von 75 Milliarden US-Dollar zu erhöhen. Die Zollerhöhungen treten zum 15. September 2019 und 1. Dezember 2019 in Kraft.
Am 22. August 2019 fordert der US-amerikanische Präsident Donald Trump US-amerikanische Unternehmen auf, ihre Produktionsstandorte innerhalb der Volksrepublik China aufzugeben und zu verlagern.

### Botschaftsschliessung 2020
Im Juli 2020 ordnete die USA die Schließung des Konsulats der Volksrepublik China in Houston an. Den Mitarbeitern wurden 72 Stunden zum Verlassen des Landes gegeben. Die Maßnahme wurde zunächst nicht begründet, die Einrichtung galt nach Aussage eines US-Senators als Spionagezentrum („espionage hub“). Die New York Times zitierte Experten, die von einem Anstieg der China zugeschriebenen Wirtschaftsspionage in den USA im Sommer 2020 berichteten, weiter sei die Botschaft in Houston mehrfach Gegenstand in Ermittlungen des FBI gewesen. Man habe den Schritt unternommen, um die Handlungsmöglichkeiten Chinas zu beschränken und den Diebstahl von geistigem Eigentum zu bekämpfen. Von Chinesischer Seite wurde die Aktion vor allem als Inszenierung von Präsident Donald Trump gewertet, der sein innenpolitisches Ansehen vor den Präsidentschaftswahlen im November zu verbessern versuchte.

### Streitschlichtungsgremium der WTO 2020
Das Streitschlichtungsgremium der WTO bewertete im September 2020 aufgrund einer Beschwerde Chinas die von den USA verhängten Zölle als einen Verstoß gegen das Allgemeine Zoll- und Handelsabkommen (GATT). Begründet wurde dies mit dem wesentlich größeren Umfang der US-amerikanischen Zölle als ursprünglich zugesichert. Auch sei nicht ausreichend begründet worden, inwieweit die Zölle für den Schutz des eigenen Marktes vor „unfairem Wettbewerb“ notwendig seien. Das WTO-Gremium hatte sich laut Vertreter der Organisation nicht mit den chinesischen Zölle befasst, da keine Beschwerde durch die USA vorgelegen habe.

### 2025: Weitere Zollerhöhungen
Im April 2025 erhöhte Trump die Zölle für US-Importe aus China von 20 auf 34 Prozent. China hatte daraufhin Gegenzölle in Höhe von 34 Prozent angekündigt, welche laut Handelsministerium am 10. April 2025 in Kraft treten. Per 9. April erhöhte Trump die Zölle gegenüber China auf insgesamt 104 Prozent.

## Auswirkungen des Handelsstreits
Die Auswirkungen im Handelsstreit sind umfassend, nicht nur China und die USA sind betroffen. Durch die Globalisierung von Lieferketten hat der Handelsstreit weltweit Auswirkungen.

### Globale wirtschaftliche Auswirkungen
Die Europäische Handelskammer sieht den Handelskrieg kritisch. Mats Harborn, welcher als Präsident der Kammer in Peking fungiert, verkündete, dass die Auswirkungen des Handelskriegs auf europäische Firmen in China erheblich und überwiegend negativ seien. Eine Umfrage bei europäischen in China tätigen Firmen kam zu dem Ergebnis, dass der Handelsstreit auch zu ernsthaften Folgen für europäische Firmen führe, da globale Lieferketten erheblich gestört werden. 17 Prozent der Befragten beabsichtigten deshalb, ihre Investition in China aufgrund des Handelsstreit zurückstellen zu wollen und jedes zehnte Unternehmen denke zur Vermeidung von Strafzöllen über eine Umsiedlung ihrer Produktion nach. Die EU-Kammer ließ zudem verlautbaren, die zugrunde liegende Kritik der US-Regierung in einigen Punkten zu teilen, jedoch das Verhängen von Strafzöllen als falschen Weg anzusehen.
Zu den betroffenen Unternehmen gehören auch deutsche Autobauer, da Fahrzeuge teils in den USA gefertigt werden. Daimler und BMW lieferten beispielsweise 2017 rund 300.000 in den Vereinigten Staaten gefertigte Fahrzeuge nach China aus.

### Auswirkung auf die US-Wirtschaft
US-Ökonomen kritisieren, dass Importzölle weder US-Unternehmen noch US-Arbeitern helfe. Wenn sich Amerika abschotte, würde die Mittelschicht 29 Prozent an Kaufkraft verlieren, so ein Professor für internationalen Handel an der Harvard-Universität. Auch die heimische US-Wirtschaft könnte unter den höheren Preisen aufgrund der Import-Zölle leiden. Unternehmen, die auf Stahl und Aluminium angewiesen sind, müssten bei anderen Ausgaben wie z. B. Personal sparen, berichtet der Moody's-Ökonom Atsi Sheth. Ein Professor an der Chinese European Business School in Shanghai prophezeit, dass sich die Wirtschaftsbeziehungen zwischen der EU und China intensivieren und merkt an, dass die EU und die USA in vielen Bereichen konkurrieren und damit Amerika an Konkurrenzfähigkeit einbüßt.
Viele US-Unternehmen berichteten, Einbußen im China-Geschäft hinnehmen zu müssen, was sie zumindest teilweise auf den Handelskonflikt zurückführen. Vor allem die Autobranche musste einen hohen Absatzrückgang hinnehmen: Ford meldete im Jahr 2018 von Januar bis November einen Rückgang von 30 Prozent im Vergleich zum Vorjahr. GM berichtet einen Rückgang des Absatzes von 15 Prozent und Tesla senkte aufgrund des Absatzrückgangs die Preise ihrer Modelle. Die Investmentbank Barclays senkte die Prognose für die KGVs der S&P 500 von 17 auf 16 und begründete dies mit einer Abschwächung der Weltwirtschaft, welche sich auf den Handelsstreit mit China zurückführen lässt.
Apple befürchtet darüber hinaus, im Zuge des US-Handelsstreits trotz guter Kontakte nach Peking ins Visier der chinesischen Regierung zu geraten. Das Risiko, zwischen die Fronten zu geraten, ist nicht unbegründet. Heise online mutmaßt, dass Peking die Zulieferer Apples genauer kontrollieren und so die Lieferketten verlangsamen oder gar unterbrechen könnte, wodurch Auslieferungsprobleme bei Apple-Geräten entstehen könnten.
Die Neue Zürcher Zeitung berichtete im Oktober, dass die Importzölle für Verbraucher bereits punktuell zu spüren seien. Wenn die Preise für Energieträger und Lebensmittel ausgenommen würden, gäbe es mit 2,4 Prozent seit September 2008 den größten Preisanstieg innerhalb eines Jahres. Die Löhne hingegen stiegen nur um 0,2 Prozent, wodurch die Kaufkraft bereits deutlich abgenommen hat. Die Preise für Waschmaschinen sind beispielsweise kurz nach Einführung der Schutzzölle in Höhe von 20 Prozent im Februar um etwa 20 Prozent angestiegen. Ökonomen der Bank UBS vermuteten durch Zusatzzölle in Höhe von 10 Prozent auf chinesische Produkte mit einem Handelswert von 200 Milliarden US-Dollar, wie sie am 24. September eingeführt wurden, einen Anstieg der Inflation um etwa 15 Basispunkte.
Eine am 22. November 2018 publizierte Studie der Ökonomen Zoller-Rydzek und Felbermayr kommt zu dem Ergebnis, dass die amerikanische Volkswirtschaft von den Strafzöllen gegen China bisher profitiert hat. Der Gesamtnutzen belaufe sich laut der Untersuchung auf 18,4 Milliarden Dollar. Laut Berechnungen der Studienautoren steigen die Preise durch 25-prozentige US-Importzölle um durchschnittlich 4,5 Prozent. Konsumgüter sollen der Studie zufolge sogar um 6,5 Prozent teurer werden. Aus der Untersuchung geht hervor, dass dadurch insbesondere US-Haushalte der unteren Einkommensschicht vom Preisanstieg stark betroffen sind, da diese einen größeren Teil ihres Einkommens für China-Importe ausgeben, womit deren reales Einkommen überdimensional sinkt. Die Autoren kommen zu dem Entschluss, dass die zusätzlichen Zolleinnahmen in Höhe von 22,5 Milliarden Dollar für die Entschädigung der Preisanstiege aller US-Konsumenten ausreichen würden. Die Kosten des Handelskriegs schätzen die beiden Ökonomen auf 1,6 Milliarden Dollar ein, wobei ein Drittel auf Kosten der USA gehen und ein Großteil von chinesischen Produzenten getragen werden müssen. Die Zolleinnahmen werden ebenfalls zu einem großen Teil von chinesischen Firmen getragen. Laut Zoller-Rydzek profitiert die amerikanische Volkswirtschaft in erster Linie dadurch, dass sie durch strategische Auswahl der mit Import-Zöllen zu belegenden Waren auf chinesische Unternehmen abwälzen konnten. Seinen Schätzungen zufolge werden Einnahmen in Höhe von 18,9 Milliarden Dollar von chinesischen Firmen auf die USA überwälzt. Langfristig dürften chinesische Unternehmen durch den Preisanstieg der betroffenen Produkte und der niedrigeren Profitmargen den Export in die USA einstellen. Nach den Erwartungen der Studienautoren werden US-Importe aus China um 37 Prozent abnehmen, wodurch das Handelsdefizit um 17 Prozent sinken würde.
Am Ende des Jahres 2018 zeigte sich, dass die US-Exporte nach China um 34 Prozent zurückgegangen waren während die US-Importe aus China sich kaum verändert hatten. Das Handelsbilanzdefizit stieg mit 621 Milliarden US-Dollar auf ein Zehn-Jahres-Hoch.
In einem Tweet vom 10. Mai 2019 strich Präsident Trump die positiven Aspekte des Zollkrieges mit China heraus. Es gäbe keine Notwendigkeit, den Konflikt schnell zu beenden, da die Staatskasse der Vereinigten Staaten durch die „massiven Zahlungen“, die aus den 25-Prozent-Zöllen auf chinesische Importe in Höhe von 250 Milliarden US-Dollar resultierten, direkt gefüllt werde. Diese Zölle würden „durch China bezahlt“. Am 12. Mai 2019 räumte Trumps Wirtschaftsberater Larry Kudlow in einem Interview mit Fox News Sunday jedoch ein, dass die Kosten für die Zölle auf importierte chinesische Güter nicht von China, sondern von den US-amerikanischen Unternehmen getragen würden, die diese Kosten möglicherweise an die Konsumenten weitergeben würden. Deswegen würden beide Seiten Schaden erleiden.

### Auswirkung auf die Wirtschaft Chinas
Der IWF hat die Wachstumsprognose Chinas von 6,4 auf 6,2 Prozent gesenkt. Chinesische Zulieferer und Auftragsfertiger von amerikanischen Konzernen arbeiten an Notfallplänen und verlagern ihre Produktion zunehmend in Werke außerhalb Chinas. Eine Ende Oktober veröffentlichte Studie des US-Handelsministerium zufolge plane die Hälfte aller befragten Firmen die Produktionskapazitäten in andere Länder zu verlagern. Grund dafür seien die bestehenden Zölle sowie Unsicherheiten über den weiteren Verlauf des Handelsstreits, wobei eine Eskalation im Handelsstreit befürchtet wird.
Panasonic erwägt, die Produktion von Autoelektronik für den US-Markt von den chinesischen Werken in Suzhou und Shenzhen nach Thailand und Malaysia zu verlagern.
Unter den Firmen befindet sich auch der taiwanesische Auftragshersteller Pegatron. Während Pegatron in der Vergangenheit auf Werke in China gesetzt hat und wenige Monate vor der US-Wahl noch einen Ausbau der dortigen Fabriken ankündigte, werde man nun in neue Produktionsanlagen außerhalb Chinas investieren. Der Finanzchef Charles Lin informierte, dass man plane, Produktionsanlagen in bis zu drei der ASEAN-Ländern aufzubauen. Trotz Ausnahme der Apple Airpods von US-Importzöllen erwägt der Apple-Zulieferer GoerTek einen Teil seine Produktion nach Vietnam zu verlagern. Der taiwanesische Konzern Cheng Uei, welcher die Ladetechnik der iPhones produziert, sehe sich ebenfalls bereits nach neuen Produktionsstätten in den ASEAN-Ländern um. Ein weiterer Apple-Zulieferer namens Delta Electronics hat zur Reduzierung der Unsicherheiten angekündigt, eine thailändische Partnerfirma für zwei Milliarden Dollar zu übernehmen.
Analysten sehen hinter der Abkehr der Konzerne von China als Produktionsstandort jedoch als einen weiteren wesentlichen Grund die steigenden Löhne an. Durch Strafzölle würde die Verlagerung nur früher als geplant erfolgen, so die Vermutung einiger Analysten. Ein Analyst der Marktforschungsfirma Canalys äußerte sich zu den Auswirkungen und vermutet, dass negative Auswirkung durch die Verlagerung der Produktion ohnehin nur von kurzfristiger Natur sein werden. Weiter vermutete er, langfristig sei dies sogar im Interesse von China, das sich im Zuge des „2020“-Ziels von einer verlängerten Werkbank der westlichen Welt in einen Standort für Technologieinnovationen wandeln möchten.
Die Handelssanktionen verunsichern Investoren: An der Shanghaier Börse notierten die Aktien Mitte Januar 2019 um ein knappes Drittel niedriger als noch ein Jahr zuvor.

## Von Zöllen ausgenommene Produkte
Von Ausnahmen für US-Importzölle auf chinesische Produkte profitieren allen voran große Technologiekonzerne wie Apple und Amazon. Analysten sehen dies als erfolgreiches Lobbying an.
Große Aufmerksamkeit im Handelsstreit hat der Konzern Apple erregt, welcher einen Großteil seiner Produkte von Auftragsfertigern in Asien, vor allem in China, fertigen lässt. Bereits im Juni 2018 wurde bekannt, dass iPhones und MacBooks von Importzöllen ausgenommen werden.
Anfang August 2018 wurde dennoch ein Warnbrief bei der US-Börsenaufsicht SEC hinterlegt. In diesem wird gewarnt, dass Strafzölle auf chinesische Importprodukte die Gewinnaussichten Apples deutlich schmälern könnten. Ebenso fürchte man sich von einer Schwächung der Wettbewerbsposition im US-Markt. Trump reagierte mit einem Tweet und riet Apple darin, die Produkte in den USA fertigen zu lassen.
Mitte August 2018 traf sich darüber hinaus Apple-CEO Tim Cook mit Donald Trump und seiner Ehefrau Melania zum Abendessen.
Am 5. September 2018 hat Apple sich im Vorfeld der Zollankündigungen am 17. September per Brief an den US-Handelsbeauftragten Robert Lightizer gewandt, da man sich um die Wettbewerbsfähigkeit der USA sorge. Die US-Importzölle würden die Preise von einigen ihrer Konsumgüter, welche teils in China gefertigt werden, erhöhen. Dadurch werde Apple im Vergleich zu ausländischen Mitbewerbern an Konkurrenzfähigkeit einbüßen. Darüber hinaus würden die geplanten Zölle das Wirtschaftswachstum der USA schwächen, wodurch auch die Höhe des absoluten Beitrags Apples zur US-Wirtschaft niedriger ausfallen würde. Man hoffe, dass diese Tatsachen berücksichtigt und effektivere Wege gefunden würden, die die US-Wirtschaft und US-Kunden stärker und gesünder als jemals zuvor sein lassen würden. Eine Liste von betroffenen Produkten findet sich im Anhang des Briefes. Im Brief wird die Wertschöpfung in den USA hervorgehoben, welche sich in den nächsten fünf Jahren auf insgesamt 350 Milliarden belaufen werde.
Bei den am 24. September 2018 in Kraft getretenen Importzöllen wurden Elektronik-Importgüter im Wert von über 12 Milliarden Dollar von den Import-Zöllen ausgenommen. Unter den Ausnahmen finden sich die Apple Watch, Airpods sowie Kopfhörer der Tochter Beats wieder. Profiteure sind jedoch auch Konkurrenten wie der Hersteller von Fitnesstrackern Fitbit oder der Kopfhörerhersteller Plantronics.
Die Ausnahme von Apple-Geräten, darunter iPhones und MacBooks, könnte in Zukunft aufgehoben werden, ließ der US-Präsident in einem Interview verkünden.

## Konfliktlösung
Am 15. Januar 2020 verkündete die US-Administration die Unterzeichnung eines Teilabkommens mit China. In Washington unterzeichneten US-Präsident Donald Trump und der chinesische Vize-Ministerpräsident Liu He ein erstes Handelsabkommen, dessen Inhalt besagt, dass China den Einkauf von Energie, Industriegütern, Agrarerzeugnissen und Dienstleistungen in den USA steigert. Ziel des Ganzen sei es, das Handelsdefizit der Vereinigten Staaten von Amerika zu verringern. Bestehende Strafzölle blieben jedoch weiterhin in Kraft und könnten erst durch ein zweites, zukünftiges Handelsabkommen gelockert oder aufgelöst werden.